# Everton Ribeiro
Everton Augusto de Barros Ribeiro (Arujá, 1989. április 10. –) ismert nevén Everton Ribeiro, brazil labdarúgó, a brazil Bahia középpályása.